# 花音 (タレント)
花音（かのん、1984年6月2日 - ）は、東京都出身の料理研究家、元タレントである。旧芸名はCanonで、芸映のちにエーピーエンタテインメントに所属した。夫は俳優の川﨑麻世。

## 来歴
- 2006年 - TOP OF THE AUDITION グランプリ受賞。
- 2007年2月28日 - シングル『くるくる』でCanonとして歌手デビュー。
- 2008年2月14日 - 2ndシングル『一番愛するあなたに』を発売。活動名を花音に改める[3]。
- 2009年 - 芸映に移籍。
- 2010年2月 - 築地にダイニングバー「nude」を開店して母親と接客する。「出没!アド街ック天国」2011年1月15日放送回『築地明石町』で、27位の店主として出演した[4]。
- 2013年1月 - ミス東スポ2013でファイナリストに選出される。
- 2016年 - 釣具メーカー「okuma」イメージガールとなる。釣り具アルファタックルテスターの井上直美とともに同社のYouTubeチャンネル「なおちん＆花音のハッピーフィッシング」に出演する。
- 2024年10月15日 -  俳優の川﨑麻世と結婚したことを、Instagramで“川﨑花音”として公表した[5]。同日に日本テレビ「踊る!さんま御殿!!」に夫婦で出演した[6]。

## 人物・エピソード
- 3歳からピアノを始め、音大在学中にCDデビューを果たす。歌手活動の他、女優、モデルなどマルチな活動をした。
- 釣りアイドルとして、釣魚を捌いた料理を得意とする。雑誌Global visionで料理コラムを連載した。
- スキー（2級）、英検（2級）、仏検（5級）、話しことば検定、eco検定、パンシェルジュ検定、オイスターマイスター、食生活アドバイザー、魚料理アドバイザー、カッパ捕獲許可。趣味はネイルアート、散歩、料理、釣り。
- ダイニングバー、料理教室、フードコーディネートなどを営む。

## 出演

### バラエティ番組
- 花音で行こう!（2008年、tvk）
- 花音のMusic Time（2008年、テレビ埼玉）
- ラボ☆マイスター（2009年4月 - 、フジテレビ系）
- 自転車専科 Cyclish Style（2010年、BSフジ）
- 芸能コネチャンネル（2010年、フジテレビ）
- 出没!アド街ック天国「築地明石町」（2011年1月15日、テレビ東京） - 店主として出演
- NexT（2012年、日本テレビ）
- 夏休み！親子で楽しむキッザニア特別大公開（テレビ東京）
- 踊る!さんま御殿!!（2024年10月15日、日本テレビ） - 夫婦で出演[7]

### テレビドラマ
- 半沢直樹（TBS）
- ディア・シスター（フジテレビ）

### Web番組
- 永田町奇譚 ニコニコ生放送・上杉隆＆藤本順一　 - MC
- 直美と花音の情報TV 知ってんじゃねーし！（2011年2月 - 2012年2月） - 井上直美と共演
- 高橋名人のケータイゲッチャ!（2012年4月 - 10月、ニコニコ動画） - 井上直美と共演
- なおちん＆花音のハッピーフィッシング（2016年4月 - 7月、YouTubeチャンネル） - 井上直美と共演
- 第34回 足立の花火（NOTTV）

### その他
- じゃぱリーマンズ（トレインチャンネル）

### 舞台
- ハナノサクコロ 〜英国大使の御庭番〜（2013年4月12日 - 21日、博品館劇場） - 小林 役
- アリスインプロジェクト「時空警察ヴェッカー1983」（2013年8月14日 - 18日、笹塚ファクトリー） - 向島のえる 役
- 東京ミーコ　あいうえお〜下町商店街物語〜（2014年4月15日 - 20日、恵比寿エコー劇場）
- LIFE（2015年5月21日 - 24日、築地本願寺ブディストホール）

### 新聞・雑誌
- 花音ちゃんのコンビニ120％活用術（日刊ゲンダイ連載）
- Global vision（料理コラム連載）
- つり情報
- つり丸

## 作品

### シングル
- くるくる / Canon（2007年2月28日、South to North Records）
  - くるくる（作詞：Canon / 作曲：ぐるまん / 編曲：タナカノブマサ）
  - Happiness（作詞：Canon / 作曲：ぐるまん / 編曲：タナカノブマサ）
  - Everlasting（作詞：Canon / 作曲：ぐるまん / 編曲：タナカノブマサ）
- 一番愛するあなたに / 花音(Canon)（2008年2月14日、South to North Records）
  - 一番愛するあなたに（作詞：岡田ひらり / 作曲：SAGE KOIZUMI / 編曲：t.asano）
  - ありがとう。（作詞：Canon / 作曲：guruman / 編曲：t.asano）
  - Precious（作詞：Canon / 作曲：guruman / 編曲：t.asano）
  - 想いをとめて（作詞：Canon / 作曲：Hibiki / 編曲：t.asano）
- with you/naomi&Canon  - 震災復興チャリティーCD